# هندسة بشرية

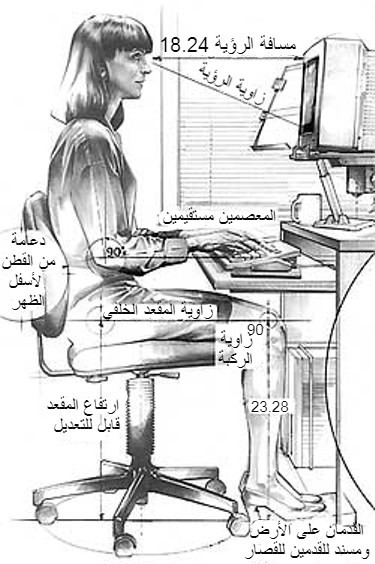
الإرغونوميات: هو العلم الذي يهتم بتصميم الأدوات والمعدات في بيئة العمل بحيث تتلاءم مع طبيعة الإنسان وحاجياته. وهو ما يساعد في توفير الراحة للعامل وتقليص مخاطر التعرض للإصابات.

الهندسة البشرية أو علم العمل أو علم تنظيم الشغل أو الأرغونوميات أو الشُّغليات (بالإنجليزية: Ergonomics & human factors) هو علم يختص بدراسة التفاعل ما بين الإنسان وعناصر أخرى ويستخدم المعلومات والنظريات وطرق التصميم لتحسين حياة الإنسان والأداء العام. المختصون بالأرغونوميات تصميم الوظائف والمنتوجات والأنظمة والمهام لتتوافق مع أحتياجات ومهارات وحدود الآنسان. بتعريف آخر فإن الأرغونوميات هو ذلك المبحث العلمي الذي يهتم بتصميم الأدوات والمعدات في بيئة العمل بحيث تتلاءم مع طبيعة الإنسان وحاجياته. وهي أحدي العلوم المتفرعة عن علم النفس الذي هو بمثابة الأم.
Ergonomics هي كلمة تمت صياغتها في عام 1857 من قبل Wojciech Jastrzebowski من بولندا من أصل كلمتين يونانيتين هما ergon وتعني «عمل»، و nomos وتعني «قوانين».
".
يقوم هذا العلم بدراسة العمل والتفكير والتسلية البشرية من خلال انعكاسها في سلوكه في الاستخدام الأمثلي للغرائز الأربعة وهي الحركة والإحساس والعقل والمشاعر.
كما يشار إلى مصطلح الأرغونوميات بالعوامل البشرية والتي تعرف على أنها "اكتشاف وتطبيق المعلومات حول السلوك والمقدرات والحدود والخصائص البشرية الأخرى في تصميم الأدوات والآلات والأنظمة والأعمال وبيئات العمل من أجل تأمين استخدام أكثر أماناً وراحة وفعالية.

## مقدمة
الإنسان ليس في مثل قوة الآلة أو في مثل سرعة ودقة الحاسوب.إن الإنسان في احتياج للنوم وأيضا معرض للمرض ولحدوث حادث مفاجئ أو عمل أخطاء أو العمل بدون الحصول على راحة مناسبة وأيضا الآلات العربات لا تستطيع أن تصلح نفسها والآلات لا تستطيع تعديل نفسها لموقف غير متوقع. إن علم عوامل الإنسان (Ergonomics or human factors) يستخدم لتحقيق أفضل أداء متوازن بين نقاط الضعف والقوة بين الإنسان والآلة.

## تعريف الأرغونوميات
هناك عدد من التعريفات لكلمة الأرغونوميات (بالإنجليزية: Ergonomics) وكل منها يتفق في الواقع مع مقتضيات استخدامه. فيعرف أحيانا بأنه «دراسة علمية للإنسان في بيئة عمله» والبيئة هنا تعني كل ما يحيط بالإنسان من ظروف (أصوات - ضوضاء - ضوء - حرارة - تهويه -.. الخ) وأدوات وآلات وأساليب عمل. كما يعرف أيضا بأنه «دراسة علميه لكفاءة العمل» أو بأنه «دراسة للعلاقة بين الإنسان وبيئة عمله بالاستناد إلى العوامل التشريحية والفسيولوجية والعوامل البشرية»
ومن أهم تعريفات الأرغونوميات الشائعة أنه «دراسة التفاعل بين الإنسان والعمل خاصة فيما يتعلق بتصميم الآلات والأدوات لتلائم الجسم البشرى ولتكفل أدائه لعمله بأقل جهد ولتوفر له أكبر قدر من الأمان والراحة في الاستخدام». ولكن هذا التعريف رغم حداثته فانه يعيبه في الواقع انعدام الإدراك المتكامل لدور الأرغونوميات في أنحاء مختلفة للحياة. فان دراسة الطاقات والقدرات والاحتياجات لا تتم في معزل عما يدور حولها وإنما تدرس من خلال نظام متكامل يتضمن كل العوامل الإنسانية والبيئية بالإضافة إلى اعتبارات خاصة بالمنتج في آن واحد. وهذا هو ما أدركته رابطه الأرغونوميات العالمية IEA فجعلت شعارا للمجلة التي تصدرها تلك الفقرة التي تتضمن واحد من أدق التعريفات لللأرغونوميات وهو انه «دراسة علميه للعوامل البشرية في علاقتها ببيئة العمل وتصميم المنتجات والمعدات»
ويعرف الأرغونوميات كذلك بأنه كم متراكم من المعلومات عن القدرات البشرية وأوجه القصور فيها والصفات والخصائص البدنية الأخرى المتعلقة بالتصميم. أما ارجونومية التصميم Ergonomics design فهي تطبيق هذا الكم من المعلومات في تصميم الأدوات والماكينات والنظم والمهام وبيئات العمل للحصول على استخدام كفء آمن ومريح.
إن آخر تعريف رسمى للأرغونوميات يمكن الاعتداد به عمليا وأكاديميا هو التعريف الذي قد أصدره المجلس التنفيذى لرابطة الأرغونوميات العالمية يعرف الأرغونوميات بأنه «نطاق من العلم يتعلق بفهم التفاعل بين البشر والمكونات الأخرى في نظام حياتهم وأنه هو المهنة التي تطبق النظريات العلمية والمبادئ والبيانات والأساليب المناسبة في تصميم ما يمكن ان يحقق للبشر حياة مريحة آمنة وأداء أفضل لمهام حياتهم الشخصية والعملية».
لكن عددا من الجهات الأكاديمية والعلمية والمهنية تستخدم تعريفات أخرى كثيرة ومتنوعة تشير إلى تطبيقات معينة تهتم بها هذه الجهات ونورد هذه التعريفات لكى ندرك مدى تنوع فهم الأرغونوميات وملائمته لتطبيقات ومجالات متعددة تتباين فيما بينها إلى حد كبير. وقد آثرنا ان ندرج هنا كلا التعريفين الأصلى (الانجليزى) والترجمة العربية له لكى يتمكن القارئ المتخصص من تبنى التعريف الملائم لعمله.

## تعريفات مهنية وأكاديمية للأرغونوميات
جمعية الأرغونوميات الأوروبية The Ergonomics Society (Europe)
الإرجونومية تعنى بالتوافق والملائمة والمطابقة. التوافق بين البشر والأشياء التي يستخدمونها والأشياء التي يفعلونها والبيئة التي يعملون خلالها وينتقلون في أرجائها يل والتي يلهون ويلعبون فيها. إذا ما تحقق هذا التوافق والملائمة بشكل جيد فإن الضغوط التي تقع على البشر تقل. وسيشعرون بالراحة أكثر وسيمكنهم أداء مهامهم أسرع وأسهل وسيقعون في عدد أقل من الأخطاء.
رابطة الأرغونوميات العالمية The International Ergonomics Association (IEA)
الأرغونوميات أو العوامل البشرية هو نطاق علمي يتعلق بفهم التفاعل بين الإنسان وعنصر النظم الأخرى وهو المهنة التي تطبق النظرية والمباديء والبيانات والأساليب في التصميم بغرض لتحسين معيشة البشر وأداء النظم التي يشكلون جانباً منها.
ويسهم الأرغونوميات في تصميم وتقييم المهام والوظائف والمنتجات والبيئات والنظم بغرض جعلها متوافقة مع احتياجات وقدرات ومعوقات أداء الناس.
واشتقاق كلمة أرغونوميات من اللفظين اليونانيين nomos بمعنى القانون و ergon بمعنى العمل تشير إلى أن الأرغونوميات هو علم العمل. وهو لفظ يشير أيضا إلى كون الأرغونوميات علماً ونطاقاً منظومياً امتد أخيراً إلى جميع الاعتبارات المتعلقة بالحياة البشرية.
جمعية العوامل البشرية والأرغونوميات The Human Factors & Ergonomics Society (HFES)
تبنت جمعية العوامل البشرية والأرغونوميات التعريف الذي استخدمته رابطة الأرغونوميات العالمية
موسوعة كومبتون Compton's encyclopedia
التأكد من أن الآلات والأدوات والأثاث المتعلق بأداء مهمة أو وظيفة ما يلائم العاملين الذين يؤدون هذا العمل أو المهمة هو نطاق من العلوم الهندسية يسمى الأرغونوميات أو الهندسة البشرية. يمكن لمكان عمل مصمم بشكل مناسب ان يقلل من اجهاد العامل ويزيد من أمان الوظيفة أو العمل الذي يؤديه.
القاموس القانونى Legal dictionary
هو علم هندسي يتعلق بالملائمة الفيزيائية والنفسية بين الآلات والبشر الذين يتعاملون معها ويستخدمونها. إن على الارجونوميست (ممتهن الأرغونوميات) ان يقيم هذه التفاعلات وان يحاول تحسين أدائها وان يقلل من الإجهاد وعدم الراحة. وتتضمن تطبيقات الأرغونوميات التصميم للسيارات وتحديد مواضع المفاتيح وعناصر التحكم والقياس في الماكينات.
كتاب مكاسب الأرغونوميات لمؤلفه رانى ليودر Rani Lueder (Ed.) The Ergonomics Payoff (Holt, Rinehart & Winston)
الأرغونوميات هو علم توفيق المنتجات والعمليات وملائمتها لصفات وخصائص البشر وقدراتهم بغرض تحسين حياتهم وتعظيم الإنتاجية.
قاموس التصميم والهندسة Design & Engineering Dictionary
هو الجانب التطبيقى من تصميم المعدات وتصميم مكان العمل يتم بغرض تعظيم الإنتاجية بتقليل اجهاد المشغل وتحسين راحته. ويسمى العلم أيضا باسم التكنولوجيا الحيوية كما يسمى بالهندسة البشرية. والأرغونوميات أحد عوامل التصميم واستخدامه في تصميم أماكن العمل ينتج عنه ملائمة عالية وتوافق يريح العامل ويزيد من إنتاجيته وراحته وامانه.

## نشأة الأرغونوميات
كان العالم والفيلسوف البولندى ووجيك جاسترزيبوسكى Wojeich Jastrzebowski أول من عرف هذا المفهوم الذي اسماه علم العمل وهو أول من حاول اشتقاق الاسم من لفظين يونانيين هما Ergon بمعني عمل و Nomos بمعني قانون أو تنظيم.
ولكن ظل الأمر شبه مجهول حتى عام 1949 عندما بدء الناس يسمعون من يردد كلمة الأرغونوميات Ergonomics لأول مرة، عندما استخدمها العالم الإنجليزي المعروف ميوريل Murrell الذي أكد على اشتقاق الاسم من اللفظين اليونانيين Ergon و Nomos مرة أخرى.
ثم شاع استخدام اللفظ على نطاق محدود من قبل مجموعه من العلماء البريطانيين والأوروبيين المهتمين بكفاءة الاستخدام اليدوي للمعدات العسكرية فيما تلى انتهاء الحرب العالمية الثانية.
ودخل الأرغونوميات (هندسة العوامل البشرية) مجال تصميم المنتجات وأماكن العمل منذ نحو أكثر من 60 عاما. وتم الاعتراف به واستخدامه والاعتراف بقيمته دوليا كواحد من أهم مقومات إعداد طلاب التصميم وتوفير بيانات التصميم في بناء المنتجات والنظم الصناعية. بل وتعد البيانات الإرجونومية وقياسات الجسم البشرى من أهم أدوات المصممين في شتى بقاع العالم.

## مجالات دراسة العوامل البشرية
تتوزع مجالات دراسة العوامل البشرية على العديد من الفروع منها
1. الطبيعة البشرية
  1. خصائص فيزيولوجية حيوية
  2. خصائص تشريحية
  3. تأثير العمل في مجموعات
  4. الفروقات بين الأفراد
  5. التغيرات النفسية
  6. العوامل المتعلقة بالعمل المؤدى
2. عرض المعلومات والاتصالات
  1. الاتصال البصري
  2. المراقبة ووسائل الاتصال الأخرى
  3. اختيار وسيلة الاتصال
  4. طبيعة التواصل بين الإنسان والآلة
  5. التغذية الاسترجاعية للنظام
  6. منع حدوث الأخطاء وإصلاحها
  7. تصميم الوثائق والإجراءات
  8. الخصائص القابلة التحكم من قبل المستخدم
  9. تصميم لغة التخاطب
  10. تصميم قاعدة البيانات وطريق استرجاع المعلومات
  11. مساعدة البرمجة واكتشاف أخطاء البرمجة وتعديل البرمجة
  12. تقيمم أداء البرامج
  13. تصميم البرامج، وصيانتها، ووثوقيتها
3. تصميم شاشة العرض والتحكم
  1. أجهزة الإدخال والتحكم
  2. شاشات العرض المرئية
  3. أجهزة العرض السمعية
  4. أجهزة العرض للوسائط الأخرى
  5. خصائص العرض والتحكم بها
4. تصميم أدوات العمل ومكان العمل
  1. تصميم مكان العمل والمباني
  2. تصميم منصة العمل
  3. تصميم الأدوات
5. البيئة المحيطة
  1. الإضاءة
  2. الضجيج
  3. الاهتزازات
  4. حركة الجسم الكامل
  5. الطقس
  6. الجو
  7. الارتفاع، والعمق، والفراغ المتاح
  8. عوامل بيئية أخرى
6. خصائص النظام
  1. مزايا النظام العامة
  2. تقيمم تصميم النظام العام
  3. عدد ساعات العمل
  4. التصرفات في العمل والرضا عن طبيعة العمل
  5. تصميم العمل
  6. نظام الأجور
  7. نظام اختيار العمال وفحصهم
  8. التدريب
  9. الإشراف
  10. استخدام الدعم
  11. التغير التقني وتغيرات طبيعة العمل
7. الصحة والأمان
  1. الصحة العامة وأمان العمل
  2. علم أسباب المرض Etiology
  3. الإصابات والأمراض
  4. الوقاية
8. التأثيرات الاجتماعية والاقتصادية للنظام
  1. الاتحادات التجارية
  2. التوظيف، وتأمين فرص العمل، ومشاركة الأعمال
  3. الإنتاجية
  4. عمل النساء
  5. تصميم هيكلية المؤسسة
  6. التعليم
  7. القانون
  8. الخصوصية
  9. الحياة العائلية والمنزلية
  10. جودة حياة العمل
  11. الالتزام السياسي والأخلاقي

## تطبيقات العوامل البشرية
هناك العديد من تطبيقات العوامل البشرية في المجالات الصناعية والاجتماعية منها:
1. أنظمة الطيران والفضاء: يتم تطبيق العوامل البشرية في تصميم وتطوير وتشغيل وصيانة أنظمة الملاحة في مجال الطيران والفضاء في المجالين المدني والعسكري.
2. الشيخوخة: تكون مجالات العوامل البشرية ملائمة من أجل تغطية احتياجات الأشخاص المتقدمين في السن من أجل تأمين الكثير من التسهيلات لهم في الحياة اليومية.
3. الإتصالات: تدرس جميع ما يتعلق بطرق اتصال الإنسان مع الإنسان متضمناً جميع تقنيات وسائط الاتصال المختلفة بما فيها اتصالات الوسائط المتعددة، وخدمات المعلومات، وتطبيقات شبكات الإتصال السريع، وتطبيقات هذه الاتصالات في مجالات التعليم، الطب، الأعمال، ورفع الإنتاجية وجودة الحياة للأفراد.
4. أنظمة الحاسب: تتدخل العوامل البشرية في (1) أنظمة تفاعل الإنسان والحاسب خاصة في مجال تصميم واجهات التخاطب. (2) معالجة البيانات وتتضمن اختيار الأفراد وتدريبهم وإجراءات العمل. (3) تصميم البرامج الحاسوبية.
5. المنتجات الاستهلاكية: تطوير منتجات تكون مفيدة وقابلة للاستخدام بشكل آمن ومرغوب به.
6. المهن التعليمية: تدريب وتطوير المختصين في مجال العوامل البشرية في المؤسسات الصناعية والأكاديمية والحكومية. التركيز على منح شهادات في العوامل البشرية والتطوير المستمر للمهارات للراغبين في متابعة التدريب وتحصيل المعرفة في مجال العوامل البشرية.
7. تصميم البيئات: تتدخل العوامل البشرية بشكل رئيسي في تصميم البيئات المختلفة معمارياً وداخلياً في البيت والعمل والمكتب من أجل تسهيل العمل وقضاء الوقت فيها.
8. العوامل البشرية في الصناعة: يتم تطبيق العوامل البشرية في الصناعة من أجل تحسين الأمان في العمل، وتحسين الإنتاجية، ورفع جودة العمل.
9. الأنظمة الطبية والأشخاص ذوي الاحتياجات الخاصة: تعمل العوامل البشرية على رفع السوية الصحية وتحسين أنظمة العلاج والأجهزة الطبية وجودة الحياة اليومية خاصة للأفراد ذوي الاحتياجات الخاصة.
10. تصميم الهيكلية للمؤسسات: تحسين الإنتاجية وجودة الحياة عن طريق دمج العوامل التقنية والفزيولوجية والثقافية مع عوامل الأفراد (الأداء، التقبل، الحاجات، والحدود) في تصميم الأعمال، ومنصات العمل، وما يتعلق بها من أمور إدارية وتنظيمية في مكان العمل.
11. الفروقات الشخصية بين الأفراد: تأخذ العوامل البشرية بعين الاعتبار الفروقات بين الأفراد التي تؤثر على الإنتاجية بشكل عام.
12. الأمان: تجري العديد من الأبحاث في مجالات تأثير العوامل البشرية على الأمان والحد من الإصابات في جميع مفاصل الحياة سواء في العمل أو المواصلات أو المكاتب أو أماكن الخدمات العامة أو أماكن التسلية أو المنزل.

## دور العوامل البشرية في الوقاية من إصابات العمل
لقد أدى إهمال تطبيق مبادئ العوامل البشرية في تصميم الأدوات وأماكن العمل إلى الكثير من الإصابات في الأجهزة الداعمة لأجسام العاملين بدءاً من الصدمات والجروح وانتهاءً بآلام أسفل الظهر الحادة LBD بتكاليف تتعدى 100 مليار دولار في الولايات المتحدة الأمريكية. على سبيل المثال فإن الآفات الرضية CTD تشكل اليوم حوالي 11% من كامل إصابات العمل في الولايات المتحدة، وقد سببت في توقف الكثير من الأفراد عن العمل بشكل مؤقت أو لفترات طويلة أو حتى بشكل دائم.
إن ارتفاع معدلات إصابة العمل في العقود الماضية يعزى إلى الكثير من العوامل أهمها هو ارتفاع معدلات الإنتاج مما يجبر العمال على تأدية أعمال متكررة لآلاف المرات كل يوم، بالإضافة إلى انتشار لوحة المفاتيح للحواسيب، بالإضافة إلى زيادة وعي الأفراد لهذه الإصابات. يعمل معهد المعهد الوطني للسلامة والصحة المهنية بشكل رئيسي على زيادة التعريف بالأخطار الناتجة عن ممارسات معينة ويقدم بعض الحلول في تصميم بيئات العمل.

## الأرغونوميات في مصر
الموقف في مصر مختلف قليلا. فبالرغم من تدريس المادة لطلاب الهندسة والطب والفنون التطبيقية لزمن طويل فإن بيانات المستهلك المصري ما زالت وإلى حد كبير مجهولة كما أن هناك قصور في التدريس يرجع إلى قلة المعلومات المتوفرة وعدم كفاءة الوسائل التعليمية وانعدام المعامل اللازمة لإجراء التجارب بشكل كفء.
وعلى الرغم من كونه مكون أساسي في النظم الإنتاجية والاجتماعية والاقتصادية فإن بيانات العوامل البشرية فإن هذه البيانات قد أهملت بشدة وظهر نقص واضح في المخططات التي كان يجب أن تتوفر لجلب هذه البيانات وتوفيرها للمصممين. إن بيانات الصفات البدنية للشعب المصري وأبعاد الجسم البشرى وقياساته الحيوية وسلوكه الاستهلاكى يشوبها عجز شديد وقصور واضح. أضف إلى ذلك أن المعلومات المتوفرة عن المجتمعات البشرية العالمية التي تستخدم عادة في التصميم لمنتجات التصدير لم تنل القدر الكافى من العناية أما لعدم بذل الاهتمام الكافى أو لعدم وجود الأساليب المناسبة لتوفيرها. وكان على مصممى المنتجات المصريين ان يعتمدوا على المعايير الأجنبية للتصميم للمستهلك المصري مما نتج عنه العديد من المشاكل. تخيل على سبيل المثال أن البذلة التي ترتديها قد تم تفصيلها على قياسات جسم أحد أصدقائك. فما بالك بهذه البدلة تصمم لصديق من بلد اوروبى.
هناك حاجة ماسة لوجود بيانات أنثروبومترية وبيوميكانيكية لتستجيب لحاجات طلاب التصميم والمصممين والمهندسين. كما أن مواد الأرغونوميات (الارجونوميكس) التي تدرس في العديد من المعاهد العلمية في مصر في حاجة شديدة للمراجعة والتطوير لتوفير بيانات حقيقية صحيحة ومحققة تصف تماما فئات المستهلكين المختلفة في مصر. كما أن أساليب تدريس هذه المواد ينبغى أن يعاد النظر فيها وتعاد هيكلتها وإعداد وتدريب وتأهيل القائمين على تدريسها على أساليب التدريس المستحدثة وعلى كيفية توظيف تقنيات مثل المحاكاة Simulation والواقع الافتراضى VR في تعميق مفاهيم الدراسة وتوسيع تأثيرها.
بدأ تدريس الأرغونوميات في كلية الفنون التطبيقية – جامعة حلوان منذ منتصف الستينيات في عدد من أقسام الكلية مثل أقسام التصميم الصناعي والمنتجات المعدنية والحديد والاثاثاث المعدنى والتصميم الداخلى والأثاث والطباعة والنشر والتغليف وغيرها. وأعطى المقرر أسماء عديدة مثل الارجونومية وقياسات جسم الإنسان وارجونومية الطباعة وهكذا. ومن جانب آخر فإن مشاريع التصميم في كل الأقسام تتطلب تحليلا ارجونوميا وموائمة تامة للجسم البشرى يضاف إليها كتابة تقرير عن اعتبارات الأمان البشرى في عدد محدود من الأقسام.
وحتى مع هذا التوظيف الواسع المدى للأرجونومية في مناهج الدراسة لم يعطى إنشاء معمل للأرجونومية إلا أهمية محدودة طوال هذه السنوات ولم ينفق إلا القليل لتوفير المواد والخامات والمعدات اللازمة لأداء المهام الارجونومية التي يتطلبها العمل في تصميم المنتجات. بل انه لم يتواجد في الكلية إلا قدر محدود من المساحة التي خصصت لإجراء التجارب الارجونومية. وتشكل مبادرة الدكتور وفاء بسيونى أحد رواد هذا العلم في الكلية بإنشاء معمل للأرغونوميات في قسم التصميم الصناعي خطوة هامة رسخت من وجود الأرغونوميات في مناهج الكلية. ولولا رحيله المفاجئ لكان واحدا من أعلام هذا العلم في العالم اليوم. كما كانت الأجهزة التي صممها رواد متميزون مثل أ.د/ فكرى جمال الدين وأ.د/ عبد اللطيف عفيفى وأ.د/ أحمد وحيد مصطفى والمسوح الأنثروبومترية التي أجروها بكل دقة وأمانة برغم ضيق الإمكانيات إنجازا يحسب لهم مهد الطريق أمام الكثيرين لسلوك هذا السبيل الوعر.
ولقد كان للكتاب الذي اصدره الدكتور عبد النبى أبو المجد بقسم التصميم الصناعي بكلية الفنون التطبيقية بمبادرة فردية دعما قويا للأرغونوميات في مصر واستخدم على نطاق واسع في البحوث والدراسات المحلية في العقد الأخير كما كان مرجعا حتى لغير المتخصصين في التعرف على ماهية الأرغونوميات ووسائل استخدامه.
ويشكل مشروع مركز معلومات ارجونومية التصميم Design Ergonomivs Information Center الذي انشأه الدكتور أحمد وحيد مصطفى نقطة تحول في تاريخ الأرغونوميات في مصر. فالمركز قد قام على توفير المعلومات الارجونومية للمصممين المصريين وقد رصد جميع إمكانياته لداء هذا الغرض. واصدر المركز عدد من الكتيبات باللغة العربية للتعريف بالأرغونوميات .
كما شكلت أفكار الدكتور محمد عزت سعد منهجا متطورا للراغبين في الاستفادة من الأرغونوميات. كما سعى فيما قدمه من بحوث ودراسات متعمقة إلى تقريب مفهوم الأرغونوميات من الأذهان وربط بين مبادئه والعلوم والاتجاهات الحديثة في مجال التصميم. وقد شكلت مبادرته القوية في طرح ما يعد آفاقا جديدة للتصميم في الألفية الثالثة دعما لأهمية وضرورة الممارسات الارجونومية ولكن بمفهوم أكثر تطورا.

## الأنواع
عوامل فزيائية (Physical ergonomics) وهي تتعامل مع رد فعل الآنسان مع الأحمال الفزيائية
عوامل إدراك (Cognitive ergonomics) يختص بمعالجة العقل للآدراك والآنتباة والذاكرة بين الأنسان والعناصر الأخرى
عوامل تنظيمية (Organizational ergonomics) يختص بتحسين الأنظمة الأجتماعية للهيئات المختلفة والسياسية مثل (تغير العمل، الجداول الزمنية، ارتياح الموظف، نظرية التحفيز الوظيفي، المراقبة، العمل الجماعي، الأخلاق، العمل من البيت باستخدام الكمبيوتر)